# Ethernet bonding
Ethernet bonding, regulado pela norma IEEE 802.3ad com o título link aggregation é uma técnica em redes de computadores usada para o acoplamento de dois ou mais canais ethernet em paralelo para produzir um único canal de maior velocidade e/ou aumentar a disponibilidade e redundância desse canal. 
O protocolo LAG (link aggregation) pode ser realizado com a implementação de redes cabeadas, permite a utilização de múltiplas portas para o aumento da velocidade do link além dos limites nominais de uma única porta, introduz controle de falhas e redundância para a conexão a outro dispositivo que disponha do mesmo recurso de agregação. As portas pertencentes a um grupo LAG devem possuir os mesmos parâmetros de configuração, caso utilizadas com as seguintes funções: STP, QoS, GVRP, VLAN, MAC Address Learning. Seguem as explicações:
- Portas que estiverem habilitadas as funções GVRP, 802.1Q VLAN, Voice VLAN, STP, QoS, DHCP Snooping e Port Configuration(Speed e Duplex, Flow Control) e que participam de um mesmo grupo LAG, deverão obrigatoriamente possuir as mesmas configurações.

- Portas que estiverem habilitadas as funções Port Security, Port Mirror, MAC Address Filtering, Static MAC Address Bindinge 802.1X, não poderão ser adicionadas a um grupo LAG.

- Não é recomendado adicionar portas a um grupo LAG que estejam habilitadas com as funções ARP inspection e DoS Defend.[1]